# Пал Туран
Пал Туран (на унгарски: Turán Pál) е унгарски математик, допринесъл за развитието на теорията на числата и теорията на групите. Доказва един от първите важни резултати от екстремалната теория на графите. Автор е на няколко съвместни научни труда с Пал Ердьош.
Туран е роден на 18 август 1910 г. в Будапеща. Той е евреин и по тази причина не може да получи никаква работа, дори като училищен преподавател. Прекарва 32 месеца в нацистки концентрационен лагер в Унгария (1941–1944). От 1949 г. е професор в Будапещенския университет.
Умира на 26 септември 1976 г. в родния си град.